# Cineteatro Giuseppe Cavallera
El cineteatro Giuseppe Cavallera es un edificio situado en el paseo marítimo de la ciudad de Carloforte en la isla de San Pietro construido con mampostería vista. El edificio se conoce también como "Casa del proletariado" o "U Palassiu" (el edificio en lengua tabarquina)..
.
Se comienza su construcción en 1920 siendo completado en mayo de 1922 y fue sede de los primeros sindicatos de los barqueros locales (battellieri). El 2 de marzo de 1922 se formó una cooperativa con aproximadamente 1.800 miembros, que eligió la junta directiva compuesta por nueve representantes cuyo presidente fue Giuseppe Cavallera, médico, político y sindicalista piamontés que luchó por los derechos de los battellieri a finales del siglo XIX, principios del XX, del que el edificio recibe su nombre. La fachada no se terminó completamente debido a la disolución por parte del fascismo italiano de todas las organizaciones de trabajadores. Cuando los sindicatos dejaron de existir, el edificio se transformó en cine-teatro convirtiéndose en un centro de cultura, política y entretenimiento. El cine-teatro acogió desde sus inicios a reconocidas compañías de operetta así como cantantes famosos. El interior está decorado en estilo art nouveau y destacan sus tres galerías a diferentes alturas. Durante el carnaval carlofortino se llevaban a cabo en su interior los tradicionales bailes de máscaras ("veglioni").

## Referencias

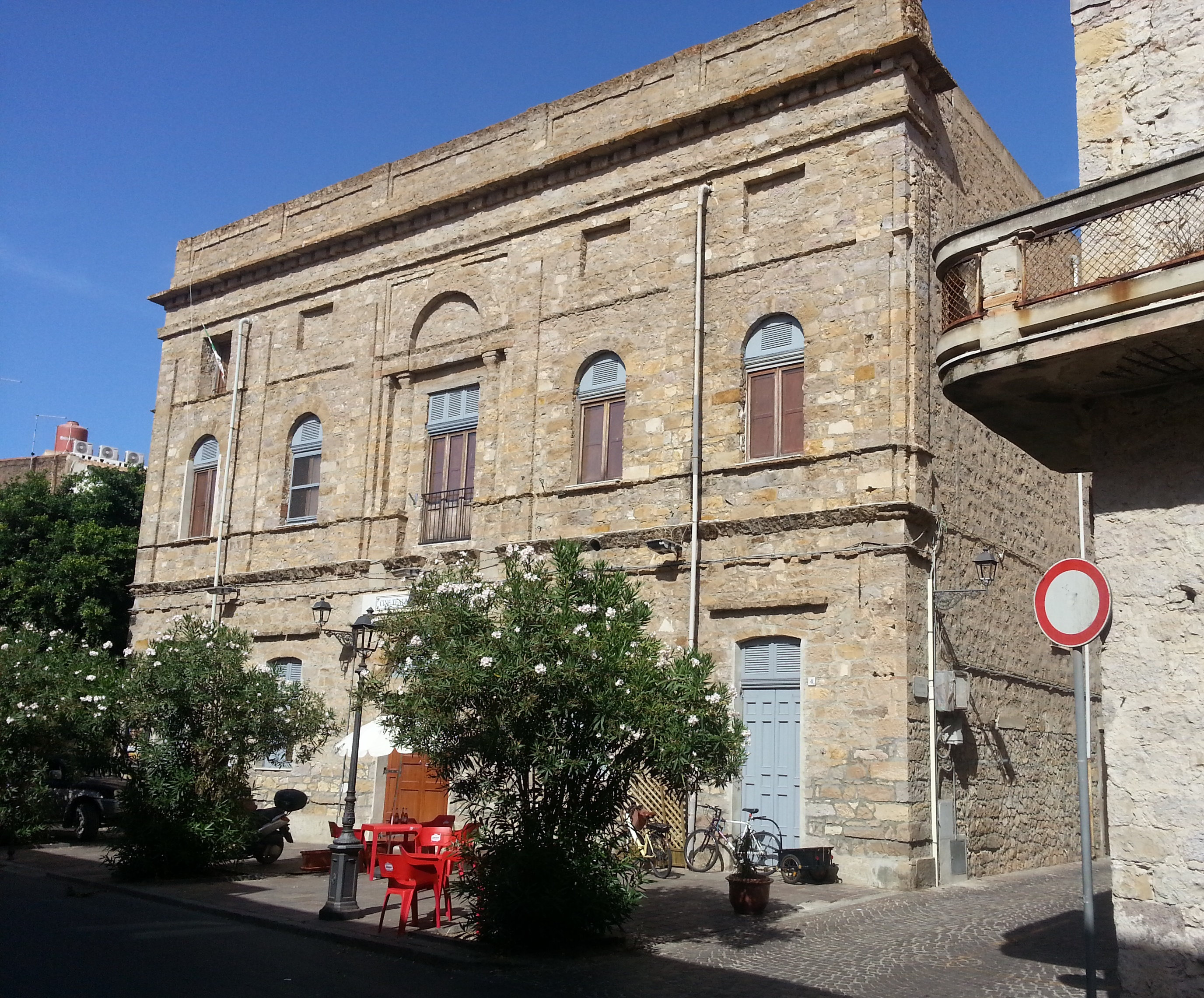
Vista de la fachada Oeste (entrada al Cine-teatro)

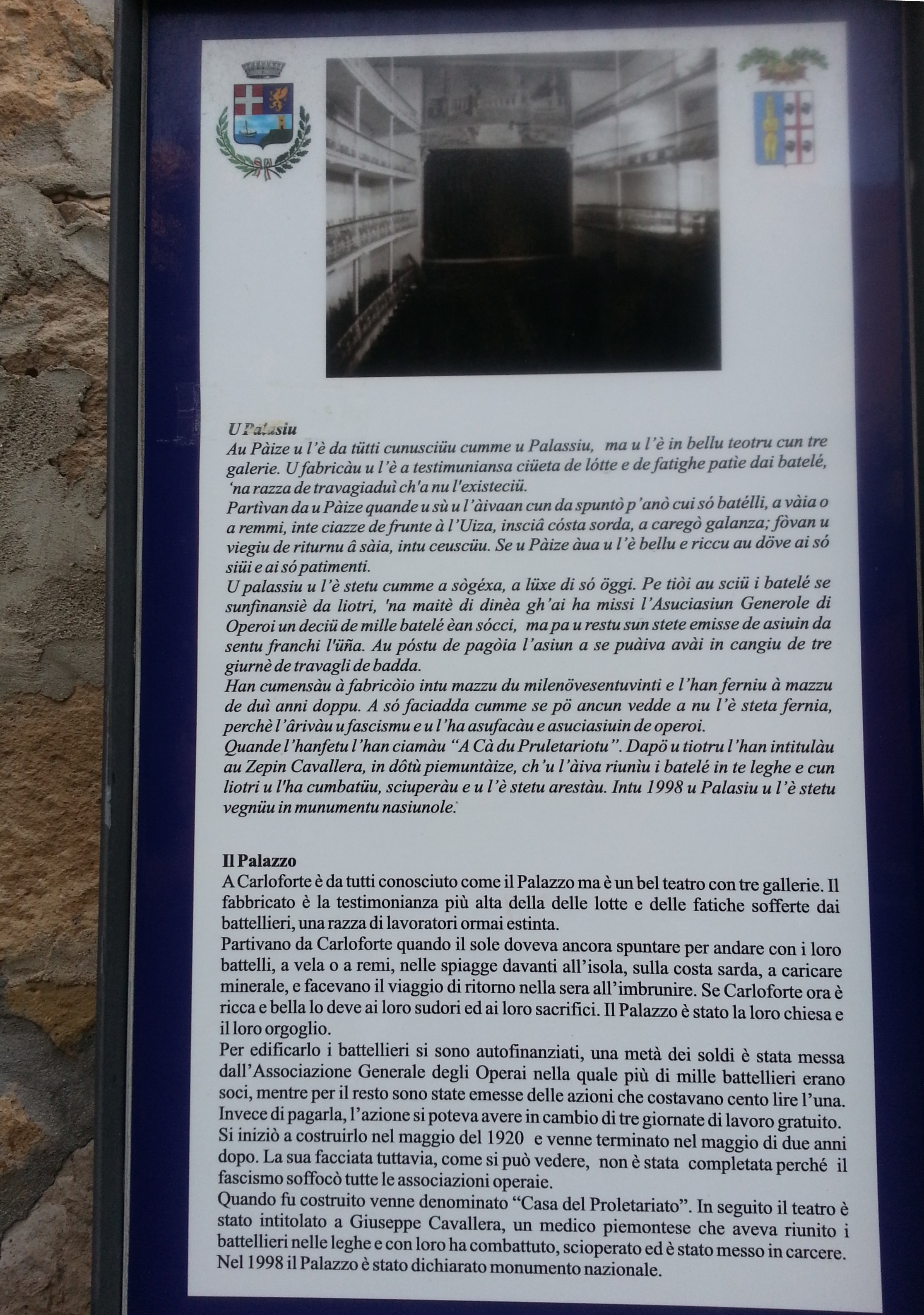
Panel informativo sobre el edificio, situado en la fachada Oeste (en tabarquino e italiano